# Marcel Klein
Marcel Klein (* 30. März 1982 in Bonn) ist ein deutscher Fernsehmoderator und Journalist.

## Leben und Wirken
Marcel Klein studierte nach dem Abitur interdisziplinäre Medienwissenschaften an der Heinrich-Heine-Universität Düsseldorf und an der Universität Bielefeld. Anschließend absolvierte er ein Hörfunkvolontariat bei Antenne Koblenz.
Seit 2011 ist Klein für RTL und den Nachrichtensender n-tv als Sportmoderator und Reporter im Einsatz. Für die Sender berichtete er unter anderem von dem Olympischen Spielen 2012 in London und 2014 in Sotschi. Für den Sender Eurosport war er als Interviewer bei den Olympischen Winterspielen 2018 in Pyeongchang im Einsatz. Zudem berichtet er regelmäßig von Fußball Welt- und Europameisterschaften. In der Uefa Europa League kommt er für den Sender RTL häufig als Interviewer zum Einsatz.
Seit September 2023 moderiert Klein das n-tv-Magazin NFL aktuell. Er gehört seit Oktober 2023 zum Moderatorenteam von RTL-Explosiv mit Jana Azizi und Elena Bruhn.
Klein war 20 Jahre Fußballschiedsrichter und leitete Spiele bis zur Junioren-Bundesliga und Herren Oberliga.